# Luis Cadarso y Rey
Luis Cadarso y Rey (Noya, La Coruña, 24 de noviembre de 1843 - Cavite, Filipinas, 1 de mayo de 1898) fue un Capitán de navío de la Armada Española, ascendido póstumamente a Almirante, héroe de la batalla de Cavite (Guerra hispano-estadounidense).

## Biografía
Luis Cadarso y Rey nació en Noya (La Coruña) el 24 de noviembre de 1843. Fue el hijo menor de Luis Cadarso Ayarza, médico natural de Viana, Navarra, y la noyesa Manuela Rey de Andrade y San Martín. Recibió el mismo nombre que un hermano nacido un año antes que él y que había fallecido al poco tiempo. Se casó tres veces y dejó amplia descendencia de sus tres matrimonios. Alejandro Rodríguez Cadarso, rector de la Universidad de Santiago de Compostela, era sobrino-nieto suyo.

...ingresó como aspirante en el Colegio Naval Militar el 1.º de enero de 1858. En virtud de Real orden ascendió á Guardia marina de segunda clase en 6 de julio del 60 y tres años después á Guardia marina de primera, obteniendo los sucesivos ascensos en las fechas que se expresan á continuación: Alférez de Navío, en julio de 1865; Teniente de Navío de segunda clase, en enero de 1870; ídem de primera, en Enero del 78; Capitán de Fragata, en Abril del 87; y Capitán de Navío, en julio de 1895.
[...]
Prestó relevantes servicios durante la guerra del Pacífico, en cuya época hizo la mayor parte de su navegación a vela; en Ferrol, cuando estalló la insurrección republicana (1872) y en el Archipiélago filipino, etc., premiando el Gobierno su celo, actividad y valor con honrosas recompensas.

## Reconocimientos
Por el gran valor demostrado durante la batalla de Cavite, en la que perdió la vida, fue ascendido a título póstumo a Almirante.
Tiene un monumento dedicado a su memoria en su localidad natal, es mencionado en el monumento a los Héroes de Cavite y Santiago de Cuba de Cartagena y sendas calles de La Coruña, Madrid y Valencia llevan su nombre.
Por otra parte, dos buques de la Armada fueron bautizados en su honor, el destructor de la Clase Bustamante Cadarso (C) y el patrullero de la Clase Lazaga Cadarso (P-03).

## Galería

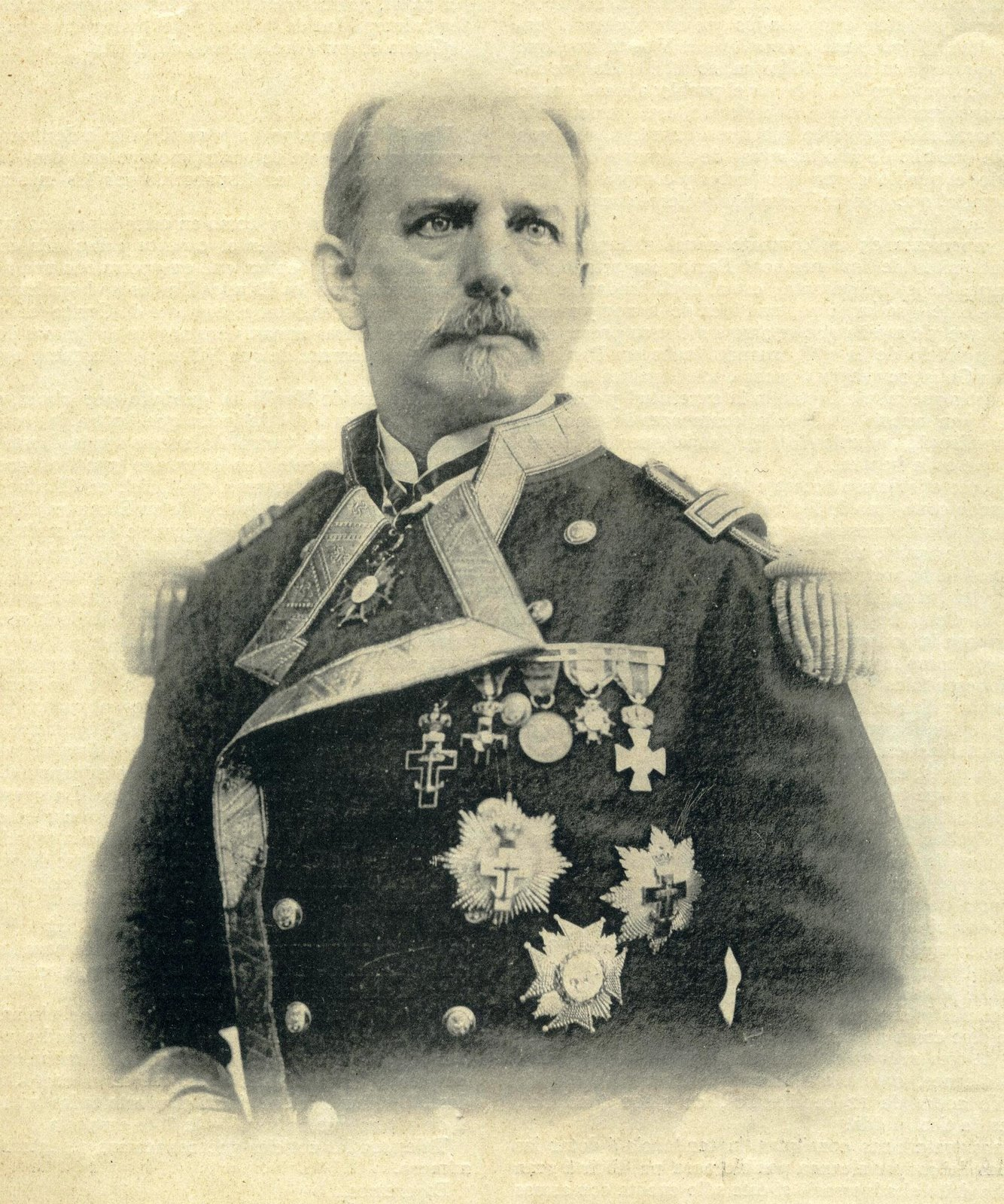
El almirante Cadarso en 1898.
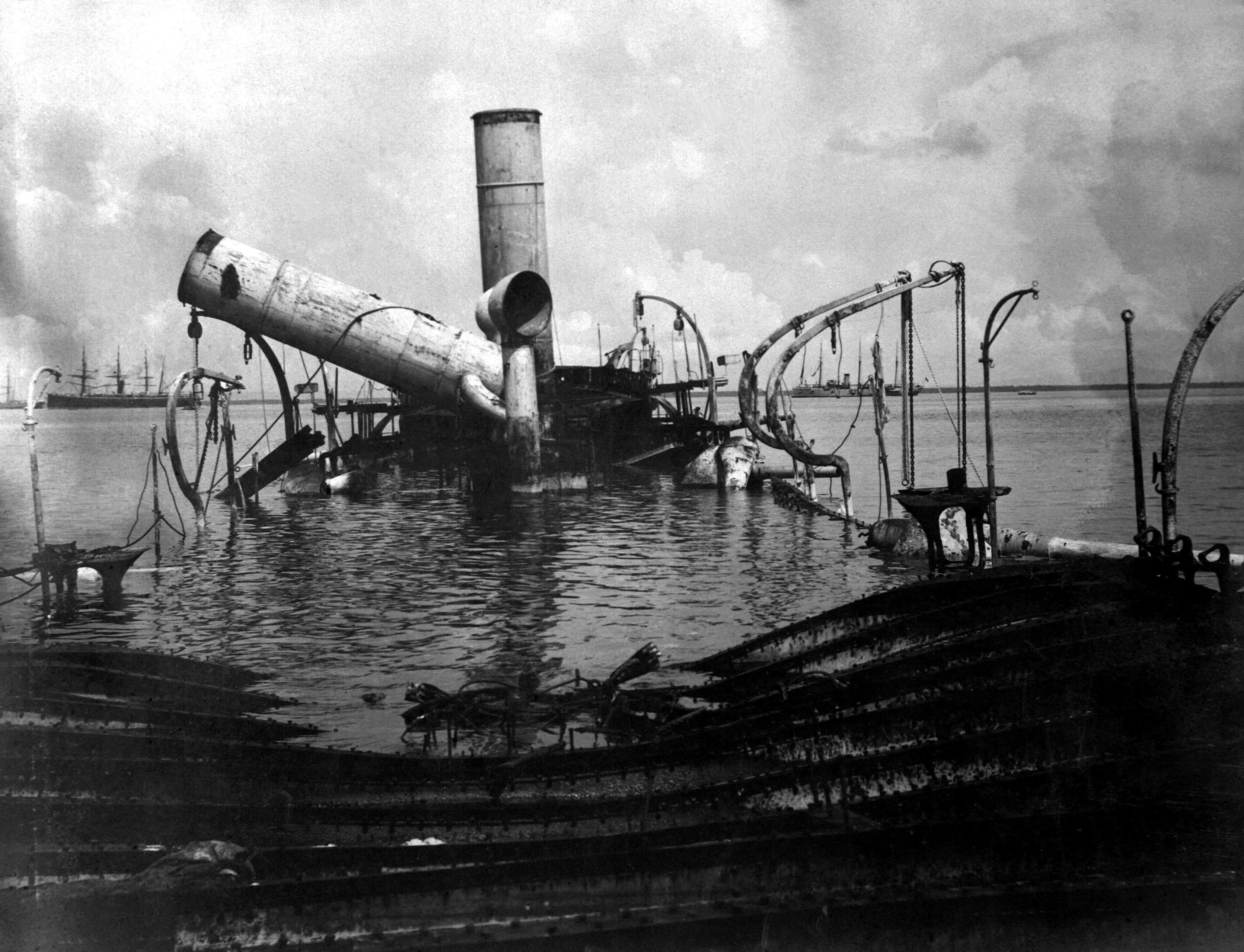
El Crucero protegido Reina Cristina, a bordo del cual Cadarso perdió la vida en la batalla de Cavite, tras el combate.
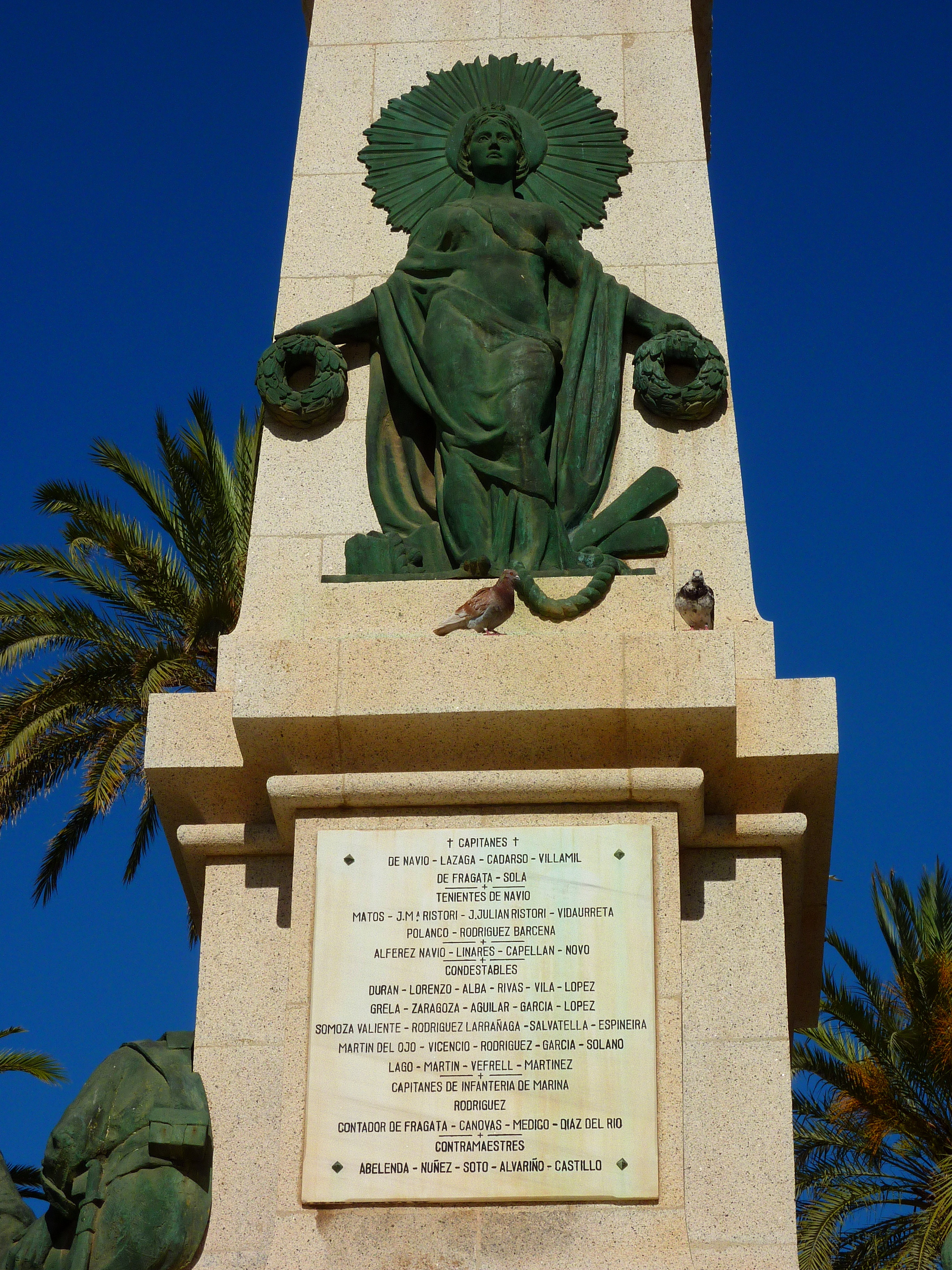
Detalle del monumento a los Héroes de Cavite y Santiago de Cuba, Cartagena.
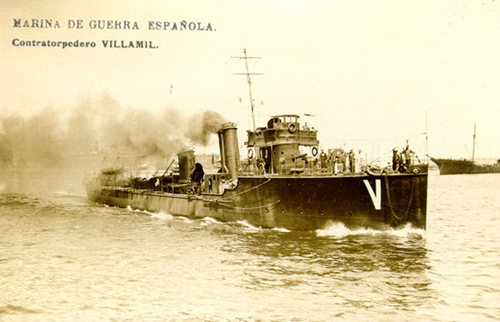
Contratorpedero (destructor) de la Clase Bustamante Villamil (V), gemelo del Cadarso (C).
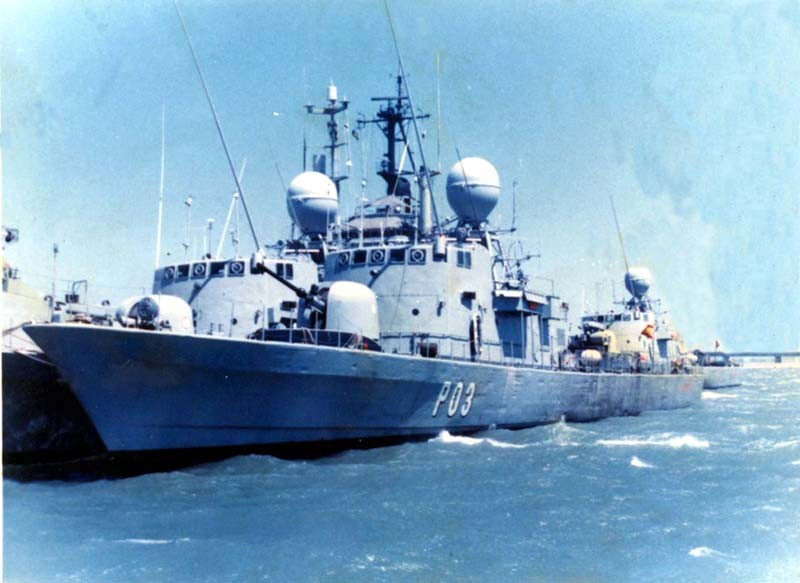
Patrullero de la Clase Lazaga Cadarso, P-03.